# 罗斤
罗斤（？—？），鲜卑姓叱罗氏，代人，中国南北朝北魏軍人，羅結之子。
魏明元帝时，罗斤担任侍御中散。後从魏太武帝討夏国赫連昌，奮战立功。担任散騎常侍、侍中、四部尚書，加平西将軍。平定北涼，攻城野战立功，封带方公之爵，担任長安镇都大将。柔然攻打北魏，召還羅斤，担任柔玄镇都大将。後和王俊一起出使柔然，可汗之女被他们迎入北魏後宮。官至平西将軍、受位開府，再任長安镇都大将。罗斤去世，追贈平西将軍、雍州刺史，谥号康公，陪葬金陵。

## 子女
- 羅敦（带方公，太子洗馬，散騎常侍、庫部尚書）
- 羅拔（殿中尚書，济南王，征西将軍、吏部尚書，趙郡王，趙郡公）